# Водник (Николаевская область)
Водник (укр. Водник) — посёлок в Витовском районе Николаевской области Украины.
Население по переписи 2001 года составляло 162 человек. Почтовый индекс — 57217. Телефонный код — 512.

## Местный совет
57217, Николаевская обл., Витовский р-н, пос. Полигон, ул. Центральная, тел. 23-60-12